# Jacquelin Arroyo
Jacquelin Elena Arroyo (* 4. September 1987 in Ventura, Ventura County, Kalifornien) ist eine US-amerikanische Theater- und Filmschauspielerin sowie Filmproduzentin mexikanischer Abstammung.

## Leben
Arroyo ist die Tochter des Autoverkäufers Apolonio Arroyo und der Hausfrau Maria Elena Arroyo, geborene Zamora, beide mexikanischer Herkunft. Als Kind gehörte sie dem Ensemble des Boys & Girls Club of Camarillo in Camarillo an. Nach der High School besuchte sie bis 2010 die American Musical and Dramatic Academy in Los Angeles. Anschließend machte sie ihren Bachelor an der University of Southern California, die sie 2014 verließ.
2008 gab Arroyo in dem Spielfilm The Road to Sundance ihr Schauspieldebüt. Ein Jahr später war sie in einer Nebenrolle in Clear Lake, WI zu sehen. Danach folgte nach ihrem Bachelor in dem Kurzfilm Story of Shireen aus dem Jahr 2014 die nächste Filmrolle. Seit 2016 tritt sie außerdem als Filmproduzentin in Erscheinung.

## Filmografie

### Schauspiel
- 2008: The Road to Sundance
- 2009: Clear Lake, WI
- 2014: Story of Shireen (Kurzfilm)
- 2015: Better Half
- 2015: True Nightmares (Fernsehserie)
- 2016: Independents – War of the Worlds (Independents’ Day)
- 2016: Michelle (Kurzfilm)
- 2017: Trafficked
- 2017: Butterfly Caught
- 2017–2018: I Married a Murderer (Fernsehserie, 2 Episoden)
- 2018: Court of Appeals
- 2018: Mundo: From Altar Boy to Hitman
- 2018: Home Invaders (Fernsehfilm)
- 2018: Amalia
- 2019: The Great Alaskan Race
- 2019: Fade (Kurzfilm)
- 2019: I Am That Man
- 2020: Phantom Spectre (Kurzfilm)

### Produktion
- 2016: Cold Moon
- 2016: Michelle (auch Drehbuch)
- 2018: Warning Shot
- 2019: The Great Alaskan Race
- 2019: Burying Yasmeen
- 2020: American Zombieland – Angriff der Fettarsch-Zombies (Fat Ass Zombies)